# Pavetta axillaris
Pavetta axillaris är en måreväxtart som beskrevs av Cornelis Eliza Bertus Bremekamp. Pavetta axillaris ingår i släktet Pavetta och familjen måreväxter. Inga underarter finns listade i Catalogue of Life.